# Póvoa de Santa Iria
Póvoa de Santa Iria è una ex freguesia (frazione) portoghese situata nel Concelho di Vila Franca de Xira. Al censimento del 2011 contava di una popolazione di 29 348 abitanti.

## Monumenti e luoghi d'interesse

### Architetture religiose
- Igreja de Nossa Senhora do Rosário de Fátima (chiesa madre)
- Igreja de Nossa Senhora da Piedade
- Igreja de Nossa Senhora da Paz
- Igreja de Santo António (Bragadas)
- Oratório de São Jerónimo
- Santuário do Senhor Morto (Quinta Municipal da Piedade)